# Craterocolla
Craterocolla Bref. (dzbaneczkówka) – rodzaj grzybów z rodziny łojówkowatych (Sebacinaceae). Według Index Fungorum takson nieaktualny. W wyniku badań filogenetycznych został uznany za synonim rodzaju Ditangium.

## Systematyka i nazewnictwo
Pozycja w klasyfikacji według Index Fungorum: Sebacinaceae, Sebacinales, Incertae sedis, Agaricomycetes, Agaricomycotina, Basidiomycota, Fungi.
Synonimy naukowe: Poroidea Göttinger ex G. Winter.
Polską nazwę nadał Władysław Wojewoda w 1977 r., zaś w roku 2024 Komisja ds. Polskiego Nazewnictwa Grzybów Polskiego Towarzystwa Mykologicznego dokonała jej aktualizacji.
Gatunki:
- Craterocolla cerasi (Schumach.) Sacc. 1888 – dzbaneczkówka różowawa
- Craterocolla insignis (P. Karst.) Bref. ex Oudem. 1919
- Craterocolla minuta (Pat.) Sacc. 1896

Nazwy naukowe na podstawie Index Fungorum. Nazwy polskie według Władysława Wojewody oraz Rekomendacji nr 3/2024 Komisji ds. Polskiego Nazewnictwa Grzybów Polskiego Towarzystwa Mykologicznego.